# Artaza de Foronda
Artaza de Foronda (en euskera y oficialmente Artatza Foronda) es una localidad del municipio de Vitoria, en la provincia de Álava, País Vasco (España).

## Ubicación
La localidad se sitúa a 564 metros de altitud, 11 kilómetros al noroeste de Vitoria, en la falda del monte Armikelo y se accede por la carretera A-4307 que la comunica con Foronda, concejo del que le separan 2 kilómetros. Forma parte de la Zona Rural Noroeste de Vitoria y está dentro de la Junta Administrativa de Mandojana, Artaza y Legarda.

### Localidades limítrofes
|                         | Norte: Apodaca |               |
| Oeste: Sierra de Arrato |                | Este: Foronda |
|                         | Sur: Legarda   |               |

## Historia
La localidad fue lugar de señorío, habiendo pertenecido a la Hermandad de Badayoz.

## Demografía
| Gráfica de evolución demográfica de Artaza de Foronda entre 2000 y 2017 |
|                                                                         |
| Población de derecho según los censos de población del INE.             |

## Descripción
La localidad en la actualidad cuenta con 4 edificios en pie y una antigua ermita derruida, la ermita de San Miguel. Los edificios que en la actualidad permanecen en pie son 3 casas rurales y la Iglesia de San Pedro. El pueblo se organiza de la Iglesia hacia Foronda a lo largo de una pendiente.
Es una localidad que se ha conservado tal como era en siglos pasados ya que en él no se ha construido ningún edificio de nueva construcción. Todos los edificios que podemos encontrar en la localidad son edificios de sillarejo con estructura de madera. A su vez la construcción tipo de la aldea son casas de planta baja, primera y desván con terreno propio en torno a la casa y antiguas cuadras y cortines.
En esta pequeña localidad alavesa aún hoy día podemos encontrar pequeñas huertas ecológicas muy bien cuidadas que muestran la agricultura de supervivencia de los habitantes del lugar en épocas pasadas.
El pueblo cuenta con varias hectáreas de monte que se extienden hacia Apodaca y Legarda y en las zonas menos aptas para el cultivo, donde la pendiente es más acentuada, se conservan algunos carrascales y quejigales. Se trata de una zona muy frecuentada por los aficionados a la bicicleta de montaña y al senderismo.

## Monumentos

### La Iglesia de San Pedro
La Iglesia de la localidad se encuentra en el extremo más elevado de la localidad. Es un templo de pequeño tamaño gótico de planta de salón de una sola nave. El edificio cuenta con tres arcos fajones de modo que el interior queda dividido en dos bloques. Estos arcos transmiten las cargas en el caso de la Iglesia de San Pedro a través de 6 contrafuertes colocados en el exterior de la Iglesia. La Iglesia como actualmente se puede ver si la visitamos contaba con pórtico y sacristía de construcción posterior a la del templo, así como, de un curioso campanario ligeramente elevado del suelo y de un coro.
La Iglesia en su interior esconde su mayor atractivo y secreto dado que a día de hoy se encuentra cerrada al culto y abandonada a su suerte. Todo el interior de este humilde templo rural se encuentra decorado con pintura del Renacimiento y Barroco, mostrando su decoración original y al mismo tiempo siendo una muestra a día de hoy de cómo eran estos templos originariamente. El templo está decorado en su totalidad, tanto bóvedas como muros, con pinturas murales renacentistas que fueron realizadas entre 1569 y 1571 en pleno renacimiento alavés, a excepción del retablo fingido de época barroca. Éstas, tal como indica Pedro Luis Echeverría Goñi, son autoría de Juan de Elejalde, del taller de Mondragón.
También cabe destacar que es el único caso en Álava que se conoce que se conserva en su totalidad pincelado en el siglo XVI y que está a la vista en nuestros días.

#### Elementos destacados
El conjunto pictórico lo podemos dividir en cuatro apartados: 
1. La original bóveda de la cabecera que cuenta con lobos dibujados sobre los nervios de la misma.
2. La bóveda de los pies que está decorada con motivos vegetales.
3. Los muros totalmente pincelados y decorados con despieces, leyendas y otros motivos.
4. El retablo fingido Barroco

Por medio de las pinturas nos podemos hacer una idea fiel de lo que debieron de ser todos nuestros templos en el siglo XVI y como se completaron o actualizaron su decoración, en los siglos del Barroco.

#### Imágenes de la Iglesia de San Pedro de Artaza
|                       |
| Bóveda de la cabecera |

|                |
| Bóveda del pie |

|                 |
| Textos murarios |

|         |
| Retablo |

|                                         |
| Bóveda de la cabecera y retablo fingido |

|                         |
| Detalle retablo fingido |

|                                              |
| Detalle de una pintura muraria de la Iglesia |

|                                          |
| Detalle de uno de los capiteles pintados |

|                                                        |
| Pinturas murarias de la Iglesia de San Pedro de Artaza |

|                                                  |
| Detalle de los lobos de la bóveda de la cabecera |

## Otros lugares de interés

### Ermita de San Miguel
En la actualidad se encuentra prácticamente derruida debido a actos de depredación que se han dado con los años y al abandono del culto.

### La fuente
Antigua fuente del pueblo en la que se recogía agua y se lavaba la ropa. Esta ha sido restaurada recientemente y se puede contemplar tal y como era en su origen.

### El monte
Es una localidad rodeada en tres de sus lados por montaña. Al ser una localidad con poco tráfico y muy tranquila se puede disfrutar de la naturaleza, así como, recorrer en bicicleta los caminos que parten desde la localidad. En la actualidad es un lugar muy frecuentado por ciclistas.